# Eesterga
Eesterga – wieś w Holandii, w prowincji Fryzja, w gminie De Fryske Marren. W 2023 roku wieś liczyła 50 mieszkańców.